# Mimudea ectophaealis
Mimudea ectophaealis là một loài bướm đêm trong họ Crambidae.